# 菲爾斯餅乾

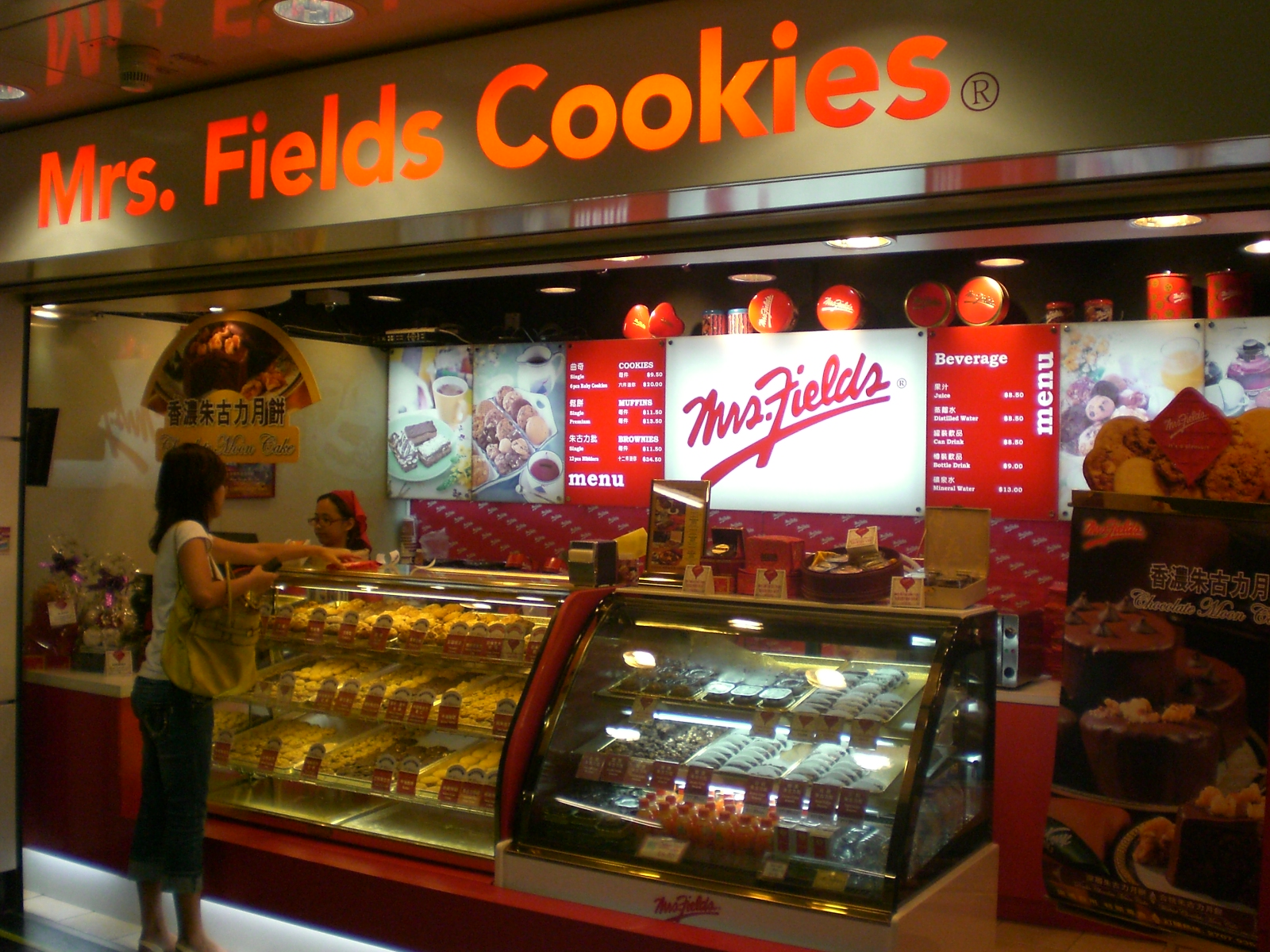
一間菲爾斯餅乾店

菲爾斯餅乾（英語：Mrs. Fields）是美國一間加盟連鎖餅乾店經營者，主要以費爾茲和TCBY做為核心品牌。

## 外部連線
- Mrs. Fields 曲奇餅店官方網址 （页面存档备份，存于）
- Mrs. Fields 曲奇餅店台灣官方網址 （页面存档备份，存于）